# Universal Plug and Play
Az Universal Plug and Play vagy UPnP a számítógépes hálózati protokollok egy csoportja, amelynek célja, hogy különféle eszközök egyszerűen, külön konfiguráció nélkül csatlakoztathatóak legyenek egy hálózathoz. A protokollok lehetővé teszik hálózati elemek automatikus felderítését, irányítását és eseménykezelését, olyan nyílt internetes szabványokra alapozva, mint a TCP/IP, az UDP vagy a SOAP; illetve lehetővé teszik tűzfalak és routerek megkerülését NAT segítségével, és az eszközök webböngészőn keresztül való kezelését. A protokollokat az 1999-ben alakult UPnP Forum teszi közzé. A technológia a számítógépre közvetlenül kapcsolódó eszközöknél használt Plug-and-play protokoll továbbfejlesztése hálózati eszközökhöz.

## Áttekintés
Az UPnP protokoll architekturálisan megengedi az egyenrangú hálózatok létrehozását PC-k, egyéb hálózati készülékek és drót nélküli eszközök között. Az elfogadott szabványok alapján ez egy nyitott architektúra, mint például a TCP/IP, az UDP, a HTTP és az XML.
Az UPnP támogatja a konfigurálásmentes hálózatot. Egy UPnP kompatibilis eszköz bármilyen gyártótól beszerezhető, amely tud dinamikusan csatlakozni egy hálózathoz, megszerzi az IP-címet, bejelenti a nevét, kérésre közli a képességeit, és más eszközök jelenlétéről értesül, valamint azok képességeiből képes tanulni. A DHCP és DNS-kiszolgálók szabadon választhatóak és csak akkor használhatóak, ha elérhetőek a hálózaton. Az eszközök automatikusan elhagyhatják a hálózatot anélkül, hogy otthagynának bármilyen felesleges állapotinformációt.
Egyéb UPnP tulajdonságok:
Média- és eszközfüggetlenség
Az UPnP technológia sok médián futhat, melyek támogatják az IP-t, köztük a villamos távvezetékeket (PLC), Ethernet, IR (IrDA), RF (Wi-Fi, Bluetooth), és FireWire. Különleges eszközmeghajtó-támogatás nem szükséges, közös protokollokat használnak helyette.
Felhasználói felület (UI) kontrollja
Az UPnP architektúra gyártói kontrollt tesz lehetővé az eszköz felhasználói felülete fölött a webböngészőn keresztül.
Operációs rendszer és programozási nyelv függetlenség
Bármely operációs rendszer/programozási nyelv képes használni az uPnP-alapú termékeket, ui. az UPnP nem határozza meg vagy korlátozza az ellenőrzési (kontroll) pontokon futó alkalmazások API kialakítását, ezt az operációs rendszer készítőire hagyja. A gyártók kontrollálhatják az UPnP eszközt a webböngészőn keresztül, úgy mint ha az egy hagyományos programozható alkalmazás lenne.
Programozhatósági kontroll
Bővíthetőség

## Külső hivatkozások
- Hivatalos honlap
- news://microsoft.public.upnp